# Lijst van voetbalinterlands Kameroen - Nederland (vrouwen)
Deze lijst van voetbalinterlands is een overzicht van alle voetbalwedstrijden tussen de nationale vrouwenteams van Kameroen en Nederland. Kameroen en Nederland hebben tot nu toe één keer tegen elkaar gespeeld. Dit betrof een wedstrijd op het wereldkampioenschap 2019 op 15 juni 2019 in Valenciennes (Frankrijk).

## Wedstrijden
| № | Plaats       | Datum        | Competitie | Wedstrijd            | Uitslag |
| - | ------------ | ------------ | ---------- | -------------------- | ------- |
| 1 | Valenciennes | 15 juni 2019 | WK 2019    | Nederland − Kameroen | 3 − 1   |

## Samenvatting
| Competitie   | Totaal gespeeld | Winst Kameroen | Gelijk | Winst Nederland | Doelsaldo Kameroen – Nederland |
| ------------ | --------------- | -------------- | ------ | --------------- | ------------------------------ |
| WK-eindronde | 1               | 0              | 0      | 1               | 1 − 3                          |
| Totaal       | 1               | 0              | 0      | 1               | 1 − 3                          |